# Crotalaria duboisii
Crotalaria duboisii är en ärtväxtart som beskrevs av Rudolf Wilczek. Crotalaria duboisii ingår i släktet sunnhampor, och familjen ärtväxter.

## Underarter
Arten delas in i följande underarter:
- C. d. duboisii
- C. d. mutica